# O crimă perfectă
O crimă perfectă (în engleză A Perfect Murder) este un film thriller american din 1998, regizat de Andrew Davis și avându-i un rolurile principale pe Michael Douglas, Gwyneth Paltrow și Viggo Mortensen. Este un remake modern al filmului Dial M for Murder (1954) regizat de Alfred Hitchcock, deși numele personajelor sunt schimbate, iar peste o jumătate din scenariu este rescris și modificat. El este inspirat vag dintr-o piesă a lui Frederick Knott, având scenariul scris de Patrick Smith Kelly.

## Rezumat
Steven Taylor (Michael Douglas) este un manager al unui fond de investiții de pe Wall Street, ale cărui investiții și speculații îi permit să ducă un stil de viață extravagant de clasă superioară, cu soția sa mult mai tânără, Emily (Gwyneth Paltrow). Din nefericire pentru Taylor, investițiile sale sunt în pierdere, așa că are nevoie de averea soției sale personale (de aproximativ 100 de milioane de dolari), pentru a-și menține statutul și stilul de viață.
Emily pare o soție credincioasă, dar, în realitate, ea are o relație extraconjugală cu un pictor, David Shaw (Viggo Mortensen), și se gândește să divorțeze. Emily crede că ea este în siguranță, dar Steven știe totul despre aventura ei. El a reușit să descopere trecutul lui David; acesta din urmă este un fost deținut, cu numele real de Winston Lagrange, și se ocupa cu escrocarea femeilor bogate.
Steven merge la locuința lui David, unde Emily își uitase întâmplător verigheta. El se confruntă acolo cu escrocul și-i dezvăluie faptul că îi cunoaște trecutul. Steven îi face apoi o ofertă de 500.000 dolari în numerar pentru a-i ucide soția. La început, David refuză acel plan, dar Steven îi spune că știe de o infracțiune comisă anterior de David, în Boca Raton, Florida. David furase obligațiunile la purtător ale unei femei, iar demscarea sa ar duce la o condamnare îndelungată (posibil de 15 ani) din cauza faptului că este recidivist. Steven îi spune lui David că îi va da 100.000 de dolari înainte de crimă și 400.000 de dolari după.
Steven elaborase deja un plan detaliat, care îi va furniza un alibi puternic. El va ascunde cheia lui Emily lângă intrarea de serviciu în apartamentul său. Steven va ieși apoi in clădire, timp în care soția sa făcea baie, de obicei. David urma să se strecoare în clădire, când Steven ieșea. La ora 22, Steven urma să-și sune soția, iar David urma să o omoare, crima părând a fi astfel o tentativă de jaf.
În seara următoare, atunci când Emily ajunge acasă, Steven își ia cheia din geantă și o ascunde așa cum fusese plănuit. Între timp, ea decisese să-i spună soțului de aventura ei și îi cere acestuia să stea acasă pentru a vorbi. El refuză însă și apoi pleacă. La ora 22, Steven ia o pauză de la jocul de cărți și sună acasă. Emily iese din baie pentru a răspunde la telefon, dar este atacată în bucătărie de către un intrus mascat. În timpul luptei, ea reușește să-l omoare pe atacator, înjunghiindu-l în gât cu un termometru pentru carne.
Steven revine și este șocat să-și găsească soția în viață și criminalul angajat mort. Înainte de a ajunge poliția, el ia cheia din buzunarul criminalului și o pune înapoi pe inelul de chei al lui Emily. Polițiștii anchetatori conduși de detectivul Karaman (David Suchet) interoghează cuplul. După ce agresorului i se scoate masca, se observă că aceasta nu este David, care angajase și el pe cineva să-i facă treaba. Steven o duce pe Emily la casa mamei ei, apoi se întâlnește cu David pe un feribot. Ei recapitulează ce s-a întâmplat și decid să aștepte până când Steven are un alt plan.
După ce Steven se întoarce acasă, Emily îi spune că va sta cu o prietenă, Raquel. Ea aflase de gravele probleme financiare ale soțului ei și-l bănuiește pe acesta că are un interes ca ea să moară. David înregistrase pe bandă discuția sa cu Steven și-l șantajează, cerându-i și restul banilor. Emily se confruntă cu soțul ei și îi aduce la cunoștință faptul că știe de problemele sale financiare. Spre uimirea ei, el îi expune trecutul sordid al lui David și-l acuză că este un șantajist care a înșelat-o pe ea. Când a văzut corpul atacatorului mort în bucătărie, el spune că a presupus că era David și i-a luat cheia din buzunar pentru ca Emily să nu fie implicată.
Steven merge la locuința lui David pentru a-l plăti, dar găsește o notă în care i se cere să se întâlnească într-un loc public. În acest timp, telefonul sună și Steven ridică, aflând astfel că David rezervase un bilet de tren pentru a pleca din oraș. Cei doi se întâlnesc într-un parc, iar Steven dă banii și primește caseta. David pleacă cu un tren la Montreal, dar atunci când deschide ușa de la baie, Steven iese de acolo și-l înjunghie. Fiind pe moarte, David spune că a trimis o copie a benzii lui Emily. Steven se grăbește acasă pentru a pune mâna pe bandă înainte ca aceasta să fie ascultată de soția lui. Corespondența se afla pe masa din apartament, dar nu era deschisă. El ascunde banii și banda într-un seif înainte ca Emily să intre în cameră.
Steven se duce apoi să facă un duș, iar, în acest timp, Emily reușește să deschidă seiful, unde găsește banda și o ascultă. Steven revine și ea îi amintește că încă nu și-a găsit cheia. El se duce la ieșirea de serviciu unde pusese inițial cheia pentru David și constată că ucigașul a pus cheia la loc, după ce o folosise pentru a deschide ușa. Emily îi dezvăluie că ea știe totul acum. Steven o atacă, dar ea are un pistol în mână și-l omoară. În scena de final, poliția investighează locul crimei, iar Karaman și Emily ascultă banda înainte ca Emily să mărturisească ce s-a întâmplat. Karaman îi spune în limba arabă: "Fie ca Dumnezeu să fie cu tine", iar Emily îi răspunde "La fel și ție".

## Distribuție
- Michael Douglas - Steven Taylor
- Gwyneth Paltrow - Emily Taylor (născută Bradford)
- Viggo Mortensen - David Shaw
- David Suchet - Mohamed Karaman
- Sarita Choudhury - Raquel Martinez
- Michael P. Moran - Bobby Fain
- Novella Nelson - ambasadorul Alice Wills
- Constance Towers - Sandra Bradford
- David Eigenberg - Stein
- Will Lyman - Jason Gates
- Maeve McGuire - Ann Gates

### Sfârșit alternativ
Un final alternativ există și este prezentat (cu un comentariu opțional) pe DVD. În această versiune, Steven se întoarce după ce găsise cheia înlocuită în locul unde o ascunsese și Emily se confruntă cu el în bucătărie și nu în hol. Scena are aceleași dialoguri, dar Steven nu o atacă fizic. El încă îi spune ei că singura modalitate ca ea să-l părăsească este ca ea să fie moartă, iar Emily îl împușcă. Dar de data aceasta Steven spune: "Tu nu vei ajunge departe cu asta" înainte de a muri și Emily se rănește intenționat, făcând să pară o autoapărare.

### Comparații și referiri la filmul original
În filmul Dial M For Murder al lui Hitchcock, personajele interpretate de Ray Milland și Grace Kelly sunt descrise ca trăind într-un apartament modest din Londra, deși se presupune că acestea sunt destul de bogate, deoarece personajul interpretat de Milland, Tony Wendice, este un fost campion de tenis. În mod similar, personajele interpretate de Michael Douglas și Gwyneth Paltrow sunt, de asemenea, prezentate ca un cuplu extrem de bogat. Personajele interpretate de Kelly și de Paltrow sunt blondele strălucitoare. Ambele filme fac uz de misterul că nici o cheie a fost găsită asupra omului mort când acesta a fost ucis pentru că ambii soți au eliminat-o. Pe la începutul filmului Dial M For Murder, când Kelly și personajul iubitului ei, Mark Halliday (Robert Cummings), sunt văzuți împreună în apartamentul lui Wendice, iar Milland vine acasă, Kelly îl întâmpină cu "There you are!" și îl sărută. Probabil în semn de omagiu față de filmul original, personajul lui Michael Douglas o întâmpină la fel pe Gwyneth Paltrow când ea ajunge în apartamentul lor la începutul filmului O crimă perfectă.

## Recepție

### Box office
În primul său week-end, filmul a fost pe locul 2 la box office în urma lui The Truman Show, având încasări de 16.615.704 $. Încasările totale aduse de vizionarea filmului la cinematografe s-au ridicat la 128.038.368 $.

### Recepție critică
Filmul a primit recenzii mixte din partea criticilor: Stephen Holden de la The New York Times l-a numit o "actualizare pricepută a piesei lui Frederick Knott". Roger Ebert a scris "Rulează ca o mașină mică și supărătoare pentru a ne ține implicați și tulburați; atenția mea nu s-a pierdut niciodată". Între timp, James Berardinelli a scris că filmul "a reușit în mod inexplicabil să elimine aproape tot ceea ce a fost valoros în Dial M for Murder, lăsând în urmă o epavă aproape de neurmărit a unui thriller din anii '90." O crimă perfectă are un rating de 55% "Rotten" pe situl Rotten Tomatoes și un scor de 50/100 ("recenzii mixte sau medii") din partea Metacritic.